# Codex Las Huelgas
Codex Las Huelgas (E-BUlh) je středověký hudební rukopis (manuskript), neboli kodex z období kolem roku 1300.

## Historie

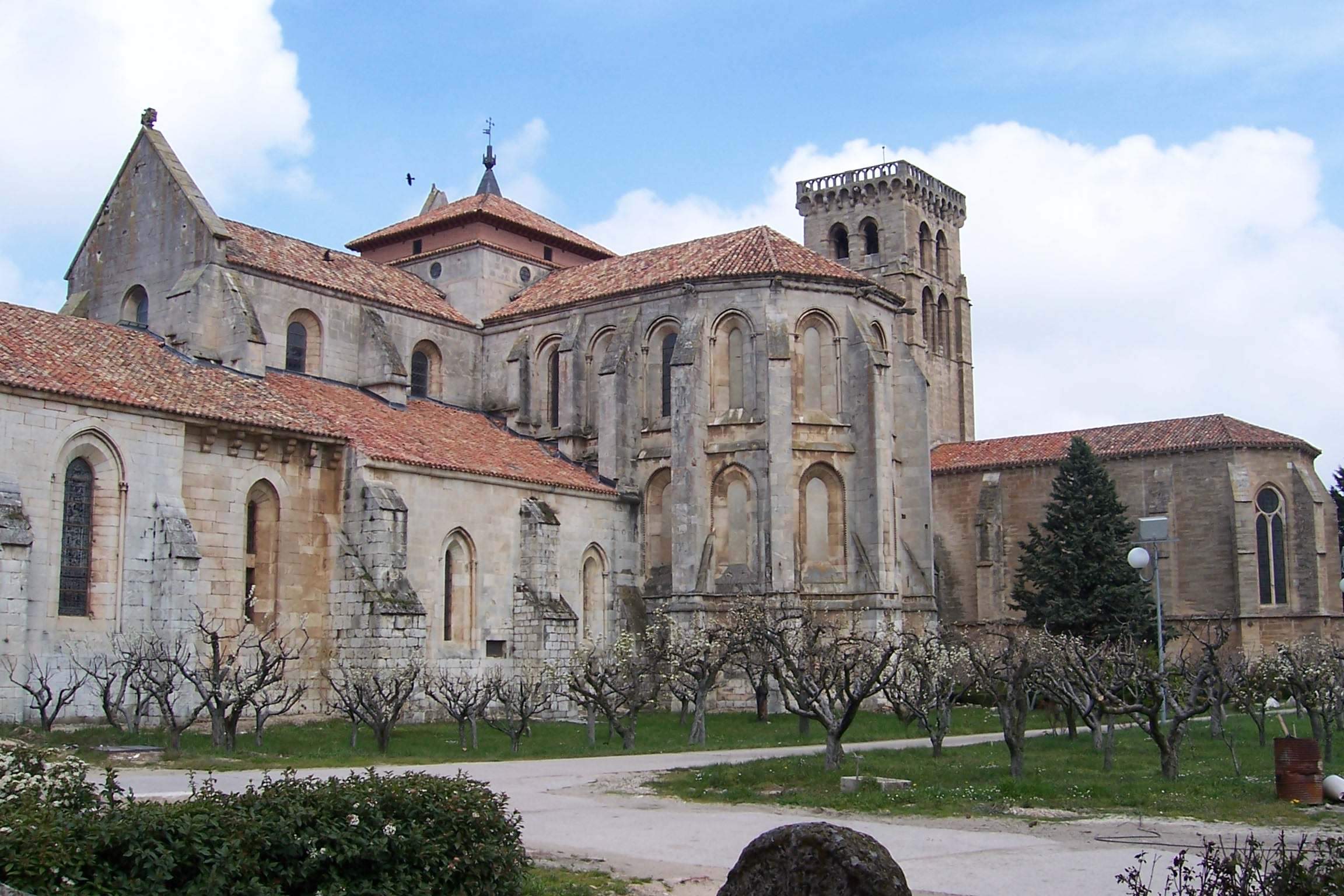
Klášter Las Huelgas v Burgosu

Byl vytvořen v cistericáckém klášteře Santa María la Real de Las Huelgas v severošpanělském Burgosu, kde spočívá dodnes. Klášter byl bohatý a udržoval čilé styky s kastilskou královskou rodinou.
Rukopis obsahuje 45 jednohlasých skladeb (20 sekvencí, 5 konduktů, 10 tropů Benedicamus) a 141 polyfonních skladeb. Většina skladeb je datována do konce 13. století, některé jsou z první hudba poloviny 13. století (Pařížská škola Notre Dame ), a několik pozdějších z první čtvrtiny 14. století. Mnoho z obsažených skladeb jsou originály, které nebyly nalezeny v žádném jiném rukopise.
Kodex je zapsán na pergamenu, s notovou osnovou v červené barvě zapsaný ve frankonské notaci.